# ماساهیرو بابا
ماساهیرو بابا (ژاپنی: 馬場 将大؛ زادهٔ ۶ مهٔ ۱۹۹۰) یک بازیکن فوتبال اهل ژاپن است.
از باشگاه‌هایی که در آن بازی کرده‌است می‌توان به باشگاه فوتبال آزول کلارو نومازو اشاره کرد.